# 卵叶山香圆
卵叶山香圆（学名：Turpinia ovalifolia）是省沽油科山香圆属的植物。分布于台湾岛、菲律宾等地。